# Черепенькин, Вячеслав Александрович
Черепенькин, Вячеслав Александрович — заслуженный тренер по лёгкой атлетике. Около 50 лет проработал в Белорецком металлургическом колледже.
Приехал в 1956 году в город Белорецк из села Кага.
В 1972 году окончил Башкирский государственный университет.
За высокий профессионализм и личные качества награждён Почётными грамотами Министерства образования РФ, «Заслуженный учитель РБ», «Заслуженный работник физической культуры РБ», «Лучший работник физической культуры». Воспитал 33-х выдающихся спортсменов СССР и РФ, десятки мастеров спорта, около 2000 спортсменов массовых разрядов. Его методику называют «Феноменом Черепенькина».